# Bjelajci
Bjelajci är en ort i Bosnien och Hercegovina.   Den ligger i entiteten Republika Srpska, i den nordvästra delen av landet, 190 kilometer nordväst om huvudstaden Sarajevo. Bjelajci ligger 214 meter över havet och antalet invånare är 227.
Terrängen runt Bjelajci är platt norrut, men söderut är den kuperad. Terrängen runt Bjelajci sluttar norrut.Närmaste större samhälle är Prijedor, 17,6 kilometer sydväst om Bjelajci. 
I omgivningarna runt Bjelajci växer i huvudsak lövfällande lövskog. Runt Bjelajci är det ganska tätbefolkat, med 67 invånare per kvadratkilometer.